# آشا شارات
آشا شارات (به انگلیسی: Asha Sharath) (زاده ۱۹ ژوئیهٔ ۱۹۷۴) بازیگر هندی است.
از کارهای معروف او می‌توان به بازی در فیلم‌های نارگیل لطیف آب عشق، باگاماتی و جنگل‌های بی‌خوابی اشاره کرد.